# كو-إد كونفيدينشال
كو-إد كونفيدينشال (بالإنجليزية: Co-Ed Confidential)‏ هو مسلسل جنسي صدر الموسم الأول منه في 2 نوفمبر 2007 على قناة سينماكس وتم تجديده لأربع مواسم بمجموع 52 حلقة، عرضت الحلقة الأخيرة في 27 أغسطس 2010، شارك في بطولة المسلسل ميشيل مايلين وبراد بوفاندا.

## روابط خارجية
- كو-إد كونفيدينشال على موقع IMDb (الإنجليزية)
- كو-إد كونفيدينشال على موقع ميتاكريتيك (الإنجليزية)
- كو-إد كونفيدينشال على موقع كينوبويسك (الروسية)
- كو-إد كونفيدينشال على موقع قاعدة بيانات الفيلم (الإنجليزية)